# Eudule limbata
Eudule limbata là một loài bướm đêm trong họ Geometridae.